# آلانا اسلاتر
آلانا اسلاتر (به انگلیسی: Allana Slater) ژیمناست زادهٔ ۳ آوریل ۱۹۸۴ میلادی اهل کشور استرالیا است.